# Tháng 11 năm 2021
Tháng 11 năm 2021 là tháng có 30 ngày của năm chung hiện nay. Tháng bắt đầu vào Thứ Hai (1/11), sẽ kết thúc vào Thứ Ba (30/11).

## 20 tháng 11
- Ngày nhà giáo Việt Nam (20/11)